# Alfabeto de Orcom

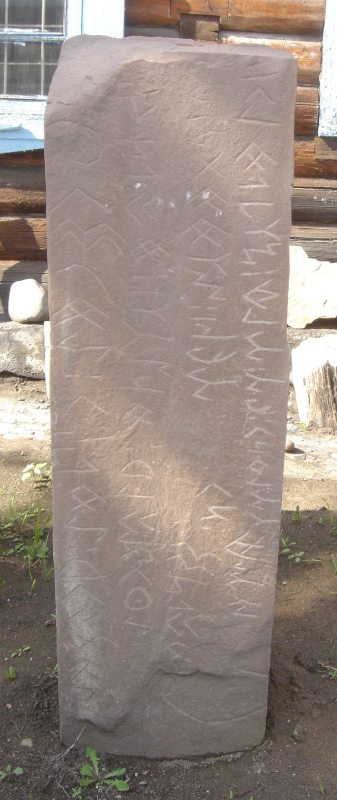
Uma das inscrições de Orcom, a mais antiga ocorrência conhecida do alfabeto de Orcom, atualmente na cidade de Kyzyl, na república russa de Tuva

O alfabeto de Orcom (em turco: Orhun alfabesi ou Orhun yazısı; em mongol: Орхон бичиг) transl. Orkhon bichig, também conhecido como alfabeto túrquico antigo, alfabeto turco antigo, alfabeto goturco (göktürk ou köktürk) e alfabeto Orcom-Ienissei é a mais antiga forma de escrita conhecida empregue para escrever em língua turca. Foi desenvolvido pelos goturcos (também chamados göktürks ou köktürks), um  povo turco que no século VI fundou na Mongólia e Turquestão o primeiro império intitulado "turco". Os vestígios mais antigos deste alfabeto são as inscrições de Orcom, encontradas no vale do mesmo nome, na Mongólia, datadas do século VII.
O alfabeto de Orcom é por vezes chamado de runas de Orcom ou runas turcas devido à semelhança dos caracteres com as runas escandinavas. O alfabeto é composto por 38 letras. Apenas 4 símbolos são usados para vogais, sendo os restantes 34 usados paras escrever 21 consoantes. Esta desigualdade está relacionada com a harmonia vocálica do turco. Tem algumas variantes, como o alfabeto de Ienissei, apelidado de runas siberianas, e o alfabeto húngaro antigo.
A língua escrita é o turco antigo, a qual faz parte ao ramo oriental das línguas turcas e não é antecessora direta do turco da Turquia, que pertence ao ramo meridional. Normalmente é escrito da direita para a esquerda.
O alfabeto foi usado não só pelos goturcos, mas também por outros canatos túrquicos seus contemporâneos. Após a queda do Canato Goturco no século VIII, o alfabeto de Orcom foi usado pelo Grão-Canato Uigur (744–840). É também conhecida uma variante usada no vale do Ienissei pelos quirguizes do Ienissei (khakas), presente em inscrições quirguizes do século IX e é provável que esteja relacionada com as a escrita do vale do Talas do Turquestão e com o alfabeto húngaro antigo do século X.

## Origens
A hipótese mais aceite para a origem da escrita Orcom é a de que ela deriva de variantes do alfabeto aramaico ou mais especificamente do alfabeto pálavi (persa médio) e de uma forma não cursiva do alfabeto soguediano, como foi sugerido por Vilhelm Thomsen, ou do alfabeto caroste, nomeadamente da sua variante encontrada no Issyk kurgan.
Outras teorias incluem a derivação a partir das tangas (selos ou emblemas usados por povos nómadas), uma hipótese sugerida por W. Thomsen em 1893 ou da escrita chinesa. Inscrições turcas anteriores às inscrições de Orcom usavam cerca de 150 símbolos, o que pode significar que as tangas começaram por imitar os caracteres chineses e depois foram gradualmente refinadas até constituir um alfabeto.
A hipótese dinamarquesa liga a escrita de Orcom a relatos chineses de um renegado e dignitário do século II a.C. do estado de Yan chamado Zhonghang Yue (em chinês: 中行说) que "ensinou os xaniu (governantes dos Xiongnu) a escrever cartas oficiais para a corte chinesa numa tábua de madeira (牍) com 31 cm de comprimento, e a usar um selo e uma pasta de grandes dimensões".
As mesmas fontes contam que quando os Xiongnu anotavam qualquer coisa ou transmitiam uma mensagem, faziam cortes num pedaço de madeira (ko-mu), e também mencionam uma "escrita Hu". Em Noin-Ula e outros locais de sepultura de hunos da Mongólia e na região a norte do Lago Baical, os artefatos apresentam mais de vinte caracteres gravados, muitos deles idênticos ou muito similares às letras da escrita Orcom.

## Variantes

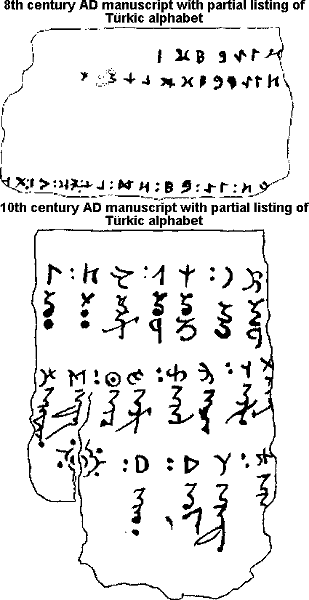
Reprodução dos manuscritos Rjukoku e Toyok (ver nota)

Foram encontradas variantes do alfabeto desde a Mongólia e Sinquião, a oriente, até às Balcãs a ocidente, datadas entre os séculos VIII e XIII. Esses alfabetos forma divididos em três grupos por Kyzlasov:
- asiático (que inclui o de Orcom propriamente dito)

- eurasiático

- europeu meridional.

O grupo asiático é constituído por três alfabetos:
- Alfabeto de Orcom, usado pelos goturcos entre os séculos VII e X

- Alfabeto de Ienissei

- Alfabeto de Talas, derivado do de Ienissei e usado pelos kangly (ou kangli ou k'ang-chü) ou pelos carlucos entre os séculos VIII e X. Exemplos deste alfabeto encontram-se nas inscrições em rocha encontradas em 1897 em Terek-Say (atual Quirguistão), o texto de Koysary, as inscrições da garganta de Bakaiyr, as inscrições nº 6 e 12 de Kalbak-Tash. Foram identificadas 29 letras deste alfabeto.[8]

O grupo eurasiático é composto por cinco alfabetos:
- De Achiktash, usado em Sogdiana entre os séculos VII e X

- Ienissei meridional, usado pelos goturcos entre os séculos VIII e X

- Dois alfabetos muito similares, o de Dom, usado no canato Cazar entre os séculos VIII e X, e o de Cubã, usado pelos protobúlgaros entre os séculos VIII e X. Foram encontradas inscrições destes dois alfabetos na estepe pôntica e nas margens do Rio Kama.

- De Tisza, usado pelos pechenegues entre os séculos VIII e X

Há vários alfabetos que não se conhecem na totalidade, devido às poucas inscrições disponíveis. As evidências no estudo das inscrições túrquicas incluem inscrições bilíngues em turco e e chinês, inscrições contemporâneas túrquica escritas com o alfabeto grego, traduções literais em línguas eslavas e fragmentos de papel com escrita cursiva religiosa do maniqueístas e budistas, além de documentos legais dos séculos VIII a X encontrados em Sinquião.

## Caracteres
| Uso                            | Uso                            | Uso                            | Símbolos | Símbolos | Transliteração e transcrição | Transliteração e transcrição | Transliteração e transcrição | Transliteração e transcrição |
| ------------------------------ | ------------------------------ | ------------------------------ | -------- | -------- | ---------------------------- | ---------------------------- | ---------------------------- | ---------------------------- |
| vogais                         | vogais                         | vogais                         |          |          | A                            | A                            | /a/, /e/                     | /a/, /e/                     |
| vogais                         | vogais                         | vogais                         |          |          | I                            | I                            | /ɯ/, /i/, /j/                | /ɯ/, /i/, /j/                |
| vogais                         | vogais                         | vogais                         |          |          | O                            | O                            | /o/, /ø/                     | /o/, /ø/                     |
| vogais                         | vogais                         | vogais                         |          |          | U                            | U                            | /u/, /y/, /w/                | /u/, /y/, /w/                |
| consoantes                     | consoantes                     | consoantes                     |          |          | B¹                           | /b/                          | B²                           | /b/                          |
| consoantes                     | consoantes                     | consoantes                     |          |          | D¹                           | /d/                          | D²                           | /d/                          |
| consoantes                     | consoantes                     | consoantes                     |          |          | G¹                           | /g/                          | G²                           | /g/                          |
| consoantes                     | consoantes                     | consoantes                     |          |          | L¹                           | /l/                          | L²                           | /l/                          |
| consoantes                     | consoantes                     | consoantes                     |          |          | N¹                           | /n/                          | N²                           | /n/                          |
| consoantes                     | consoantes                     | consoantes                     |          |          | R¹                           | /r/                          | R²                           | /r/                          |
| consoantes                     | consoantes                     | consoantes                     |          |          | S¹                           | /s/                          | S²                           | /s/                          |
| consoantes                     | consoantes                     | consoantes                     |          |          | T¹                           | /t/                          | T²                           | /t/                          |
| consoantes                     | consoantes                     | consoantes                     |          |          | Y¹                           | /j/                          | Y²                           | /j/                          |
| consoantes                     | consoantes                     | consoantes                     |          |          | Q                            | /g/                          | K                            | /k/                          |
| consoantes                     | consoantes                     | consoantes                     |          |          | -CH                          | -CH                          | /tʃ/                         | /tʃ/                         |
| consoantes                     | consoantes                     | consoantes                     |          |          | -M                           | -M                           | /m/                          | /m/                          |
| consoantes                     | consoantes                     | consoantes                     |          |          | -P                           | -P                           | /p/                          | /p/                          |
| consoantes                     | consoantes                     | consoantes                     |          |          | -SH                          | -SH                          | /ʃ/                          | /ʃ/                          |
| consoantes                     | consoantes                     | consoantes                     |          |          | -Z                           | -Z                           | /z/                          | /z/                          |
| consoantes                     | consoantes                     | consoantes                     |          |          | -NG                          | -NG                          | /ŋ/                          | /ŋ/                          |
| consoantes                     | consoantes                     | consoantes                     |          |          | ICH, CHI, CH                 | ICH, CHI, CH                 | /itʃ/, /tʃi/, /tʃ/           | /itʃ/, /tʃi/, /tʃ/           |
| consoantes                     | consoantes                     | consoantes                     |          |          | IQ, QI, Q                    | IQ, QI, Q                    | /ɯq/, /qɯi/, /q/             | /ɯq/, /qɯi/, /q/             |
| consoantes                     | consoantes                     | consoantes                     |          |          | QO, QU, Q                    | /oq/, /uq/, /qo/, /qu/, /q/  | ÖK, ÜK, KÖ, KÜ, K            | /øk/, /yk/, /kø/, /ky/, /k/  |
| consoantes                     | consoantes                     | consoantes                     |          |          | NCH                          | NCH                          | /ntʃ/                        | /ntʃ/                        |
| consoantes                     | consoantes                     | consoantes                     |          |          | -NY                          | -NY                          | /ɲ/                          | /ɲ/                          |
| consoantes                     | consoantes                     | consoantes                     |          |          | -LT                          | -LT                          | /lt/, /ld/                   | /lt/, /ld/                   |
| consoantes                     | consoantes                     | consoantes                     |          |          | -NT                          | -NT                          | /nt/, /nd/                   | /nt/, /nd/                   |
| símbolo de divisão de palavras | símbolo de divisão de palavras | símbolo de divisão de palavras |          |          | nenhuma                      | nenhuma                      | nenhuma                      | nenhuma                      |

### Unicode
O túrquico antigo foi adicionado à norma Unicode em outubro de 2009, com a publicação da versão 5.2, sendo-lhe atribuído o bloco U+10C00–U+10C4F, o qual inclui variantes nacionais e históricas e é constituído por 73 caracteres.